# 齊襄王
齊襄王（？—前265年），本名田法章，齊湣王之子，田齐君主。
其父齊湣王死於楚国將軍淖齿之手，法章到莒城太史敫家中作佣人。前283年莒人立法章為齐王，是為齊襄王。其後即墨的田單用計破燕軍，迎接襄王返回都城臨淄，但此時齊國已大傷元氣，無法強盛如昔。法章回国后第一件事就是接太史敫的女儿成婚，册封为王后，史稱君王后。但太史敫表示“女无谋（通‘媒’）而嫁者，非吾种也，污吾世矣”，当即宣布脱离父女关系，终身不见君王后。襄王死后，其與君王后之子田建即位，並由君王后辅政。另有子田假。
有一次襄王等人經過淄水，見一老人涉水，受不住寒凍，出水後無法行走，田單就脫下皮衣，給他穿上。襄王看了很不舒服，認為田單在收買人心。貫殊給他出主意，勸他不如順水推舟，嘉勉田單的善事，讓老百姓知道田單愛民是君王教的。
田齐桓公辦理稷下學宮，齊威王、齊宣王時期，稷下遊學人士达到鼎盛，集结了一大批各个学派的学者。荀子（孫況、孫卿）游学于齐國，至襄王时代被尊為“最为老师”，多次擔任“祭酒”，成就了百家争鸣的佳话。

## 家庭
父母
- 齊湣王田地
- 齊湣太后（《說苑·奉使》「王(太子法章)與太后奔于莒」）

兄弟
- 田關，以田氏遠祖陳胡公諡號為氏，改姓胡，為胡關。

妻妾
- 君王后，太史敫之女。

子女
- 齊王建
- 田假

## 後裔
齊國被秦國所滅，子孫避免被追殺，避諱故改以「法」為氏。
法姓：法雄一族，子法真、曾孫法正

## 影視作品
- 《东周列国战国篇》由毛樂、黃皓飾演。